# 潘慶
潘慶，清朝軍事將領。
咸丰十年四月二十九（1860年6月18日），由广东阳江镇总兵官调代廣西提督。咸丰十一年正月二十四（1861年3月5日），病免，由巡抚刘长佑兼代。